# Helina gigantea
Helina gigantea är en tvåvingeart som beskrevs av Albuquerque 1956. Helina gigantea ingår i släktet Helina och familjen husflugor. Inga underarter finns listade i Catalogue of Life.